# Atta texana
Atta texana — вид мурах родини мирміцин (Myrmicinae).

## Поширення
Вид поширений на півдні США (Техас, Луїзіана) та північно-східних штатах Мексики.

## Опис

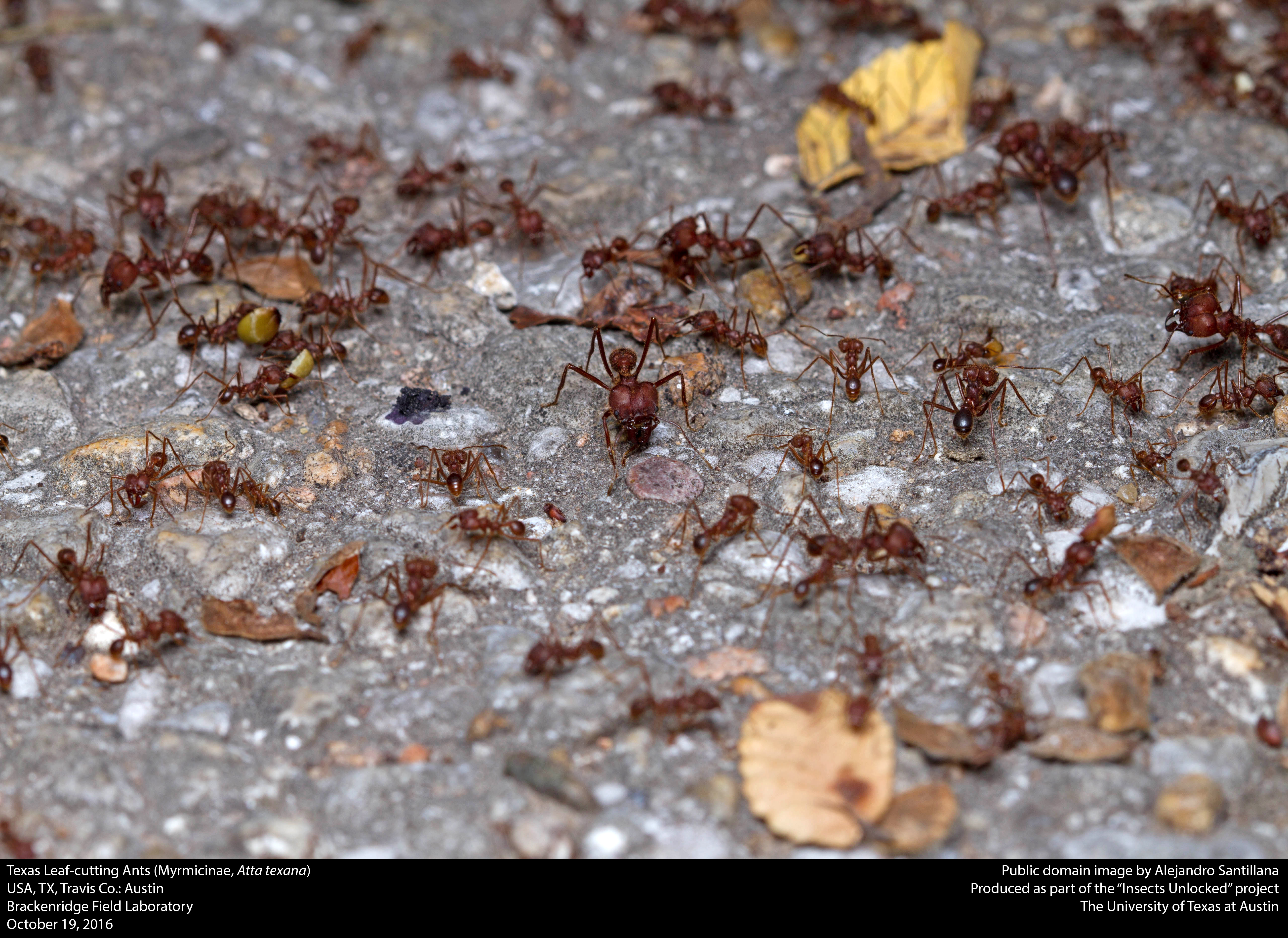

Робочі особини A. texana завдовжки від 4 до 14 мм, королева до 20 мм. Тіло іржаво-коричневого забарвлення. У задній частині голови росте пара колючок, а в задній частині грудей є три пари шипиків.

## Спосіб життя
Atta texana живиться пліснявим грибком, як вирощує в власних підземних «садах». Грибок росте на листі, яке робочі особини збирають у радіусі до 150 м від мурашника. При чому є два види робочих мурах-фуражирів: одні зрізають листя, інші транспортують його в мурашник. Мурахи збирають листя з більш ніж 200 видів рослин, і вид вважається одним з основних шкідників сільськогосподарських та декоративних рослин. Кожна колонія має декілька королев і до 2 млн робітників. Гнізда будуються в добре дренованих піщаних або суглинистих ґрунтах, можуть досягати 6 м завглибшки, мати до 1000 вхідних отворів і займати площе до 420 м².